# Ansiedade e depressão no Brasil

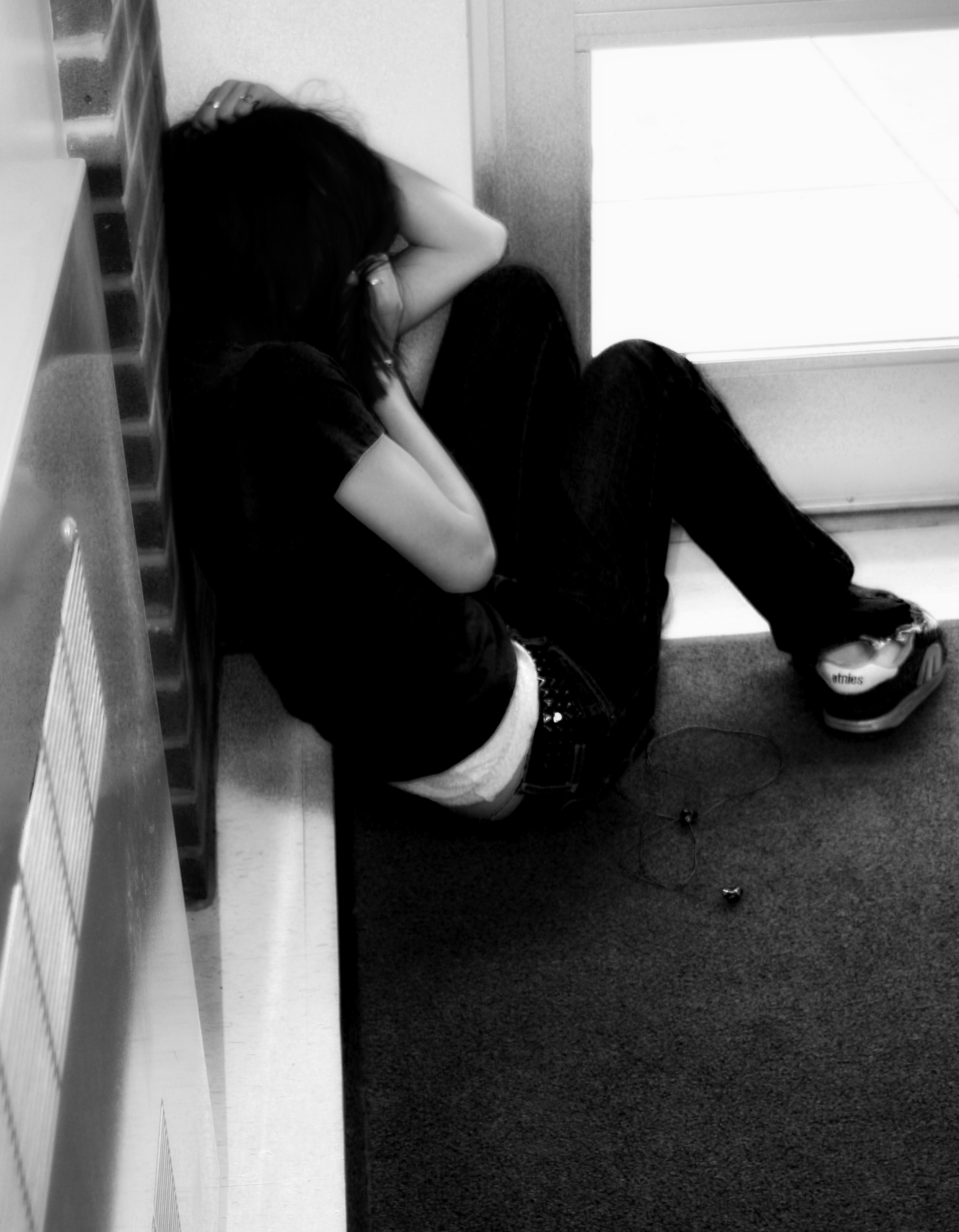
A depressão é mais comum em mulheres. A incidência entre elas chega a ser 150% maior do que entre homens.

Os números relacionados a transtornos de ansiedade e depressão no Brasil são altos. Segundo dados divulgados pela Organização Mundial da Saúde (OMS), no dia 23 de fevereiro de 2017, 5,8% da população brasileira sofria de depressão, o que representava 11,5 milhões de brasileiros com a doença. O Brasil é o país com maior prevalência de depressão da América Latina e o segundo com maior prevalência no continente americano, ficando só um pouco atrás dos Estados Unidos.
No tocante à ansiedade, o Brasil é o recordista mundial. 9,3% da população sofria com o problema, ainda segundo o mesmo relatório da OMS, ou 18,6 milhões de pessoas, em números absolutos. A média mundial dos casos de ansiedade foi de 3,6%, um número consideravelmente menor. Cabe ressaltar que muitas pessoas têm tanto ansiedade quanto depressão.
Várias causas foram apontadas para explicar o grande número de casos de ansiedade na história recente do país, entre eles a crise econômica de 2014 e a violência nas cidades.

## Possíveis causas
O Brasil é conhecido no exterior como o país da alegria e da cordialidade, mas a realidade se mostra bem diferente. O relatório da OMS não apresenta as causas em detalhes, então especialistas buscam hipóteses para explicar o fenômeno. Para o professor do Departamento de Psiquiatria e Medicina Legal da UFRGS, Giovanni Abrahão Salum Júnior, a  desigualdade social, pobreza e traumas na infância podem ser  fatores de risco para a ansiedade. A crise econômica de 2014 e a violência nas grandes cidades também têm sido consideradas na avaliação de especialistas. Esses fatores podem levar a preocupações constantes com a manutenção financeira e o medo frequente de assaltos.
O psiquiatra Carlos Carrion aponta para causas culturais. Para ele, não recebemos a preparação necessária para lidar com a perda, o sofrimento e a dor.

## Consumo de ansiolíticos e antidepressivos

Vidro de Rivotril

O Brasil foi apontado como o país que mais consome clonazepam (mais conhecido pela marca Rivotril) em volume. Em 2010, era o segundo remédio mais vendido no país, perdendo apenas para anticoncepcionais. O clonazepam é utilizado, entre outros fins, para amenizar os sintomas da ansiedade, mas pode causar dependência.
Segundo um levantamento feito pela SulAmérica Seguros, houve um salto de 74% no número de antidepressivos adquiridos pela seguradora em um período de seis anos. Foram 35.453 unidades de antidepressivos em 2010 contra 61.859 em 2016. No mesmo período, o incremento nas aquisições de medicações para a ansiedade tiveram um aumento de 110%.
De acordo com a Interfarma, em 2016 o faturamento com a venda de ansiolíticos foi de 342 milhões de reais, enquanto em 2017 foi de 376 milhões. O crescimento foi de 10% em apenas um ano.

## Depressão e classe social
De acordo com uma pesquisa do Ibope, realizada sob encomenda da Associação Brasileira de Familiares, Amigos e Portadores de Transtornos Afetivos (Abrata), as classes C e D são as mais vulneráveis à depressão. A pesquisa identificou sintomas depressivos em 25% das pessoas desse estrato social, contra 15% das classes A e B. Nas periferias, as doenças mentais são mais estigmatizadas. A exposição a situações de violência pode funcionar como um gatilho para transtornos mentais. A dificuldade em se conseguir um atendimento pelo SUS e a falta de uma gama mais ampla de medicamentos fazem com que o problema não seja bem combatido.

## Depressão entre adolescentes
Segundo a Associação Brasileira de Psicanálise, cerca de 10% dos adolescentes brasileiros sofrem de depressão. No mundo, segundo a OMS, são 20%. Porém, no caso dos adolescentes, os sintomas podem ser confundidos com comportamentos típicos da idade.